# IC 886
IC 886 је елиптична галаксија у сазвјежђу Дјевица која се налази на листи објеката дубоког неба у Индекс каталогу.
Деклинација објекта је - 4° 23' 41" а ректасцензија 13h 23m 57,4s. Привидна величина (магнитуда) објекта IC 886 износи 15,3 а фотографска магнитуда 16,3. IC 886 је још познат и под ознакама NPM1G -04.0444, PGC 1058761.